# パット・トーピー
パット・トーピー（Pat Torpey、1953年12月13日 - 2018年2月7日）は、アメリカ合衆国出身のロックミュージシャン、ドラマー、ソングライター。
ハードロックバンド「MR. BIG」のメンバーとして知られ、他にもロバート・プラント、リッチー・コッツェン、マイケル・トンプソン、ザ・ナック、ジョン・パー、ベリンダ・カーライル、ジョニー・ハイランド、B'zなどセッション活動でも数多くの実績を誇る。

## 来歴

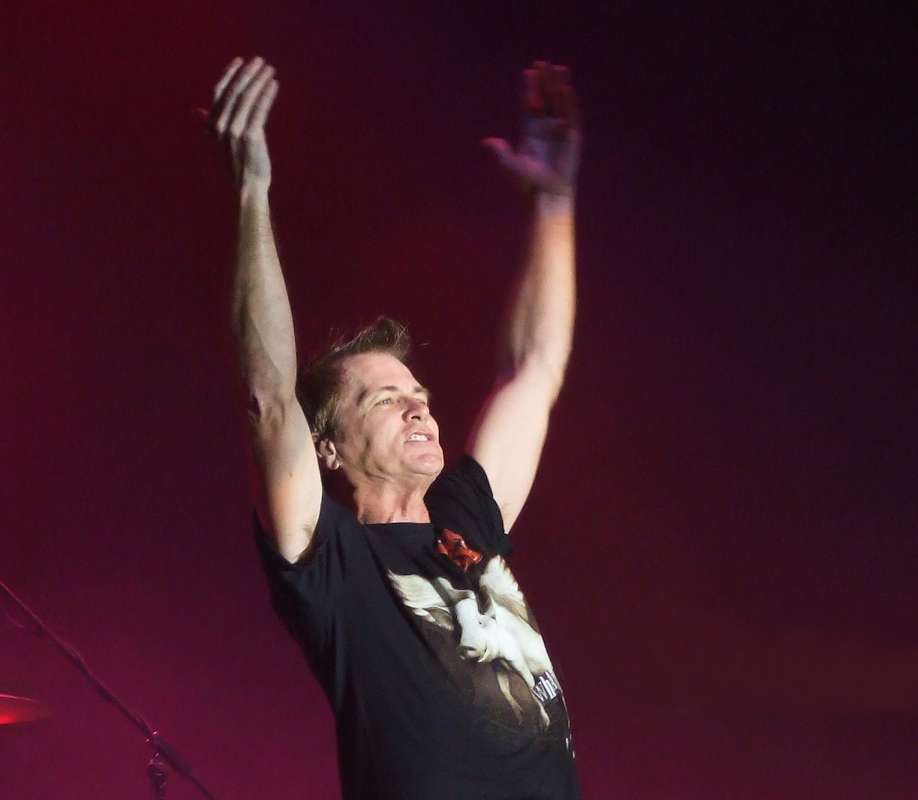
Mr. Big ブルガリア公演 (2011年6月)

### 生い立ち
1953年12月13日にアメリカのオハイオ州レイク郡ペインズヴィルにて生まれる（同州クリーヴランド生まれと言われているが正確にはクリーヴランドではなく少し離れたペインズヴィルという町である）。
7歳の頃、ポルカバンドを観た際にドラマーを観て夢中になり憧れ、2～3年後にドラムスティックを買ってもらう。庭で小枝を削るなどして、ドラムスティックを作ったりもしていた。
12歳の時に親の離婚に伴い母ジャニスの故郷のアリゾナ州フェニックスへ引っ越す。
14歳でラディックの中古のドラム（ブラック・オイスター・パール）を手に入れる。その当時のバンド名は「THE SLAVES OF SATAN」。
高校の頃に一番影響を受けたドラマーは、レッド・ツェッペリンのジョン・ボーナム。さらに、ミッチ・ミッチェルの影響でジャズの勉強もしたりと、独学で練習していた。
高校卒業後はアリゾナ州立大学へ進学し建築学と工学を学ぶはずだったが、クラブバンドのツアーへ出るために1年の猶予をもらい、建築現場で働いて車と新しいドラムキットを購入。「CHESHIRE CAT」、「STARZ」、「BE」というバンドを経て、その後カリフォルニア州のモントレーで「THE SPIN」を結成。THE SPINは8曲入りのデモテープと6曲入りのデモテープを製作、その全曲でパットがリードシンガーを務めている。モントレーではそれ以上先へ進むことができず、ロサンゼルスへ拠点を移し再びデモテープを作ったが、レーベルに注目してもらえずTHE SPINは解散。その後、「7TH HEAVEN」というカバーバンドに入ったが、オリジナル曲をやるために7TH HEAVENのギター兼シンガーのエリック・バーネット、チャック・ライト、ジョン・パーデルと組んだバンドが「EXPOSURE」となる。エリック・バーネットは薬物乱用の問題でクビになり、新ギタリストとしてジーン・ブラックが加入、また、ジョン・パーデルに歌に専念してもらうためキーボードプレイヤーとしてパット・レーガンを迎えたが、結局EXPOSUREは契約することはできず、バンドは解散となる。

### ベリンダ・カーライル〜Mr. Big加入前まで
1985年、リック・フィリップスからの電話によりベリンダ・カーライルの仕事を紹介してもらう。ハリウッドのS.I.R.でリック・フィリップス、ブレット・ダグル、ティム・ピアースとでオーディションを受け、1曲目の半分まで演奏したところで合格を告げられる。
1986年、ダブルペダルを購入しヴァンナイズのアパートにてShy Boyに合わせてダブルキックの練習を始める。その1〜2週間後にチャック・ライトからの紹介によりインペリテリの『スタンド・イン・ライン』に参加し、ダブル・キック・ドラムを録音(リリースは1988年)。Blood, Sweat And Tearsのボビー・コロンビーの紹介でザ・ナック のレコーディングに参加することとなり、ノースハリウッドにあるMatesスタジオでザ・ナック のメンバーと会い4曲をレコーディングし、そのままバンドに加入。
1987年、デイヴィッド・リー・ロスバンドへ行ったブレット・ダグルを通じてビリー・シーンと知り合う。SKYSCRAPERのツアー用のバックボーカルの録音にブレット・ダグル、ビリー・シーン、デイヴ・アマートらとの4人で参加（ただしすぐにビリーはデイヴのバンドから脱退）。その後、ビリー・シーンが新しくバンドを始めようとする際、ブレット・ダグルがパットをドラマーとして推薦する。

### Mr. Big加入〜2002年のMr. Big解散まで
1988年のある日、留守番電話にビリーからメッセージが入る。「The Alleyでリハをしている。明日来れるか? エリックとポールが参加している。俺たちでバンドを組むつもりだ」。翌日スタジオへ入り、ジャミングし、The OutfieldのYour Loveを演奏。そしてBlame It On My Youth、Rock & Roll Over、Big Loveを聴かせてもらう。1週間後（1988年春）にスタジオへ入りレコーディングを開始。1〜2週間の間にRock & Roll Over、Big Love、Blame It On My Youth、Take A Walkを作り上げる。デモはタワーレコードの真向かいにあるオフィスビルで録音された。
1988年10月1日、ハービーからの電話でロバート・プラントの仕事の知らせを受ける（ドラマーのクリス・ブラックウェルがショウのスタートの10分前にシャワーの中で転倒し手首を骨折したため）。その翌日シカゴへ飛び、ロバートとジャミング。11週半ものツアーの採用が決まり、10/1〜12月第3週まで『Now And Zen』ツアーでアメリカとカナダを廻る。このツアーのオースティン公演にて、その後妻となるカレンと知り合い、翌日にデートに誘う。また、ロバート・プラントのツアー中にThe Cultへの誘いもあったがMr. Bigが動き始めていたので断った。
1989年にMr. Bigがデビュー。
1989年12月31日、カレンと1年間の交際を経て結婚。
1994年9月19日、来日公演のリハーサル中に39度の高熱と激しい腹痛で倒れ、妻に付き添ってもらい病院へ行く。診断によると盲腸炎にかかかっており、その影響で来日公演ではドラムソロが披露されなかった。
1998年、初のソロアルバム『Odd Man Out』を発表。ビリー・シーン、ポール・ギルバート、スティーヴ・ルカサー、デレク・シェリニアン、マット・ソーラム、グレッグ・ビソネットなどのゲストが参加している。全曲のボーカル及びほとんどの曲のドラムをパットが担当。
1999年、B'zのアルバム『Brotherhood』収録曲の「ギリギリchop（Version51）」に、Mr. Bigのベーシスト、ビリー・シーンとともに参加。テレビ番組『ミュージックステーション』にも出演した。そのほか日本のアーティストでは、1996年に高崎晃 (LOUDNESS)、2002年には栄喜（SIAM SHADE）の作品に客演。
2001年夏、バンド内が様々な事情で荒れていた時期に、パットの母親ジャニスが肺炎で亡くなる。
2002年2月、Mr. Bigが解散。日本での最終公演は2月5日の東京国際フォーラム・ホールA。

### 2002年のMr. Big解散以降

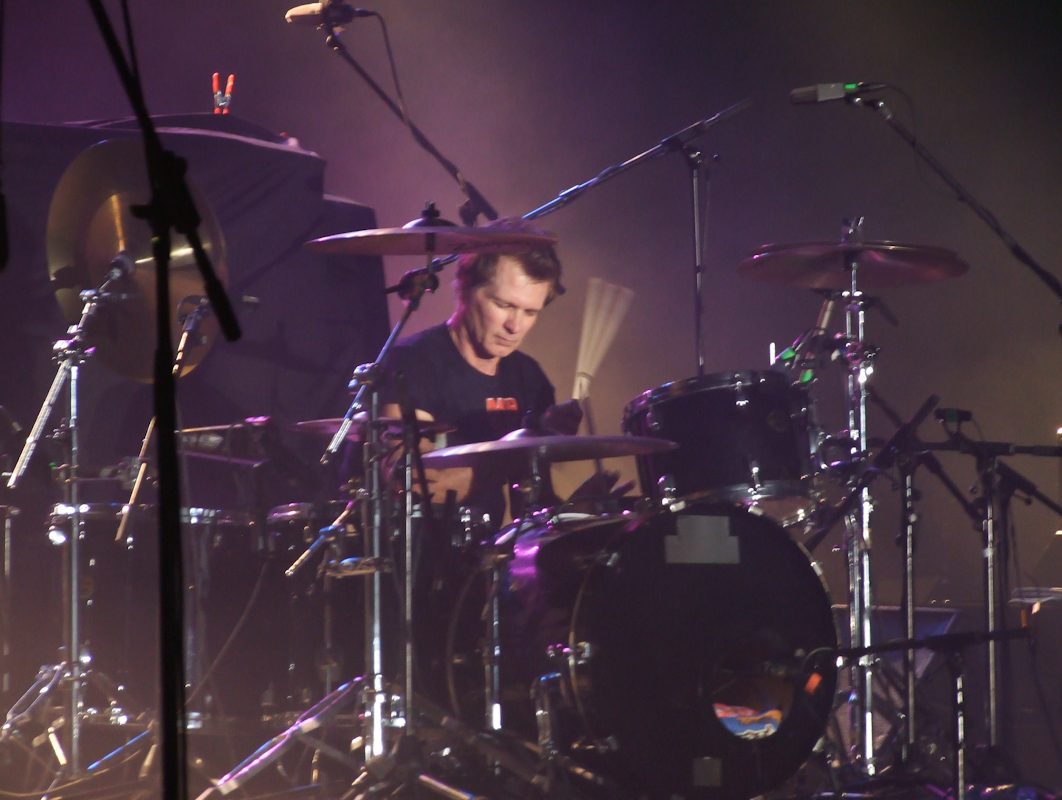
ドラムプレイ中のパット (2011年)

2002年6月、リッチー・コッツェンのソロ公演にてベーシストのフィル・スーザンとともにトリオ編成のバンドで来日した。最終日の東京公演では、B'z の当時のツアーメンバーとして来日中であったビリー・シーンが飛び入り参加し、Static、Shine、30 Days In The Holeの3曲を演奏。
2002年9月8日13時35分、ロサンゼルスのシーダース=サイナイ病院にて長男パトリック・エイダン・トーピーが誕生。
2003年9月、リッチー・コッツェンのソロ公演にてベーシストのフィル・スーザンとともにトリオ編成のバンドで来日。
2003年10月、ドラムクリニック及びサイン会のために来日。このクリニックを記念してTAMAよりパット・トーピー・クリニック・アニバーサリー・スネアドラム「SAS455PT」（詳細は後述）が100台限定発売された。
2004年10月、リッチー・コッツェンのソロ公演にてベーシストのフィル・スーザンとともにトリオ編成のバンドで来日。
2005年7月31日にフジロックフェスティバルにてザ・ナックのドラマーとして出演。ライブ中盤ではマイクを手に取りMr. Bigナンバーの「To Be With You」を歌い上げ観客を驚かせた。同年、デイヴィッド・リー・ロスバンドの一員としてアメリカ国内ツアーに参加することが発表されたが、諸事情によりすぐに撤回された。
2007年4月、ドラムクリニックが東京及び京都にて開催される。
2008年5月22日に星野楽器100周年イベント「100年の鼓動」にSimon Phillips、Tomy Snyder、熊谷徳明、小森啓資、Steve Vai、Paul Gilbert、Marty Friedmanらと出演。この頃から右足がうまく動かせなくなってきており、左足でバスドラムを踏む練習を始めている。
2009年2月、オリジナル・ラインナップでMr. Bigが再結成。
2009年5月、Mr. Bigデビュー20周年と再結成を記念しパット・トーピー・シグネーチャー・スネアドラムSAS1465PT（詳細は後述）が100台限定発売された。
2009年6月、Mr. Big再結成ツアーのために来日、日本武道館、横浜アリーナ公演を含む9都市10公演が開催される。
2011年に日本で東日本大震災が発生した際には、被災者へのエールを込めて新曲を発表して慈善活動を行なうなど、日本との交流も深かった。

### パーキンソン病発症
2014年3月6日、パーキンソン病と診断され、7月23日に病気を患っている事を公式に告白。同年に開催されたMr. Big新作のツアー(...The Stories We Could Tellツアー)も通常の演奏が出来ず、サポート・ドラマーとしてとしてマット・スターが参加。パットは主にパーカッションとコーラス担当で参加し、Just Take My Heart、Fragile、Mr. Bigの3曲のみドラムプレイを披露した（ただし、公演によってはAlive And Kickin'やBaba O'rileyでもドラムを演奏している）。
2015年7月、エリック・マーティンの日本公演にギタリストのジョン・マクナマラとともにパーカッション及びコーラスとして参加した。このツアーではファンがプレゼントしたギター型カホン「ギターホン」（プレイウッド社製）が全公演で使用された。
2017年9月、Mr. Bigのツアーに同行し来日。前回より病状が悪化していたようで、ドラムプレイはJust Take My Heartの1曲のみとなった。日本武道館でパットの人生を紹介したアニメーション映像が舞台後方のスクリーンに映し出されると、客席から次から次へとあふれ返る拍手と歓声にオーディエンスの前で初めて涙した顔を見せた。最後の日本公演は10月5日BLUE LIVE広島。
同年10月6日に関西国際空港にてMr. Bigが次の開催国へ移動する際、レーベル担当のWOWOWエンタテインメント深民が「次は2019年の30周年ツアーで会うんだよね？」と訊くと「次は無理かもしれない」といった意味のことを言ったとのこと。
同年11月23日、イングランドのウルヴァーハンプトンで開催されたMr. Bigのライブに参加。Mr. Bigのオリジナルメンバーが揃った最後のライブとなる。
同年12月4日、ビリー・シーンの地元ナッシュビルにて開催されたNashville Drummers Jam 11にビリーとともに出演。パットが参加した公式のライブではこれが最後のものとなる。

### 逝去〜
2018年2月7日、患っていたパーキンソン病の合併症により逝去。64歳没。逝去した場所などは不明である。
2018年2月15日、ロサンゼルスにてパット・トーピーの葬儀が行われた。エリック・マーティン、リッチー・コッツェン、マット・スター、ギルビー・クラーク、フィル・スーザン、マネージャーのティム・ハイニーらが参列し、ビリー・シーンの妻エリザベッタらがスピーチを行った（ビリー・シーンとポール・ギルバートは都合がつかず欠席）。
2018年5月23日カリフォルニア州AgouraのCannyon Clubにて「Mr. Big & Friends Celebrate The Life Of Pat Torpey」と題したパット・トーピーのトリビュート・ライヴが開催。この公演にはMr. Bigの他にリッチー・コッツェン、チャック・ライト、ギルビー・クラーク、マット・ソーラム、デイヴ・アマト、リッキー・フィリップス、ブレット・タグル、グレッグ・ビソネットらパットと関係の深いミュージシャンが参加した。
2022年5月、チャック・ライトのソロアルバム「Chuck Wright’s Sheltering Sky」がリリース。パットはアルバム11曲中3曲にドラマーとして参加。
2023年7月20日より31日にかけ、MR. BIGのフェアウェル・ツアー＜The BIG Finish Tour＞の日本公演に合わせて、故パット・トーピー（Dr）の家族とバンド・メンバーが企画したチャリティ・オークションが「モバオク」で開催。パット・トーピーが2009年と2011年の日本公演で使用したドラム・セット(2018年の「Mr. Big & Friends Celebrate The Life Of Pat Torpey」で使用されたものと同一)が150万円で出品され、最終的に3,501,000円で落札されている。
2023年7月26日の日本公演最終日となる日本武道館公演はWOWOWで生中継され、ライブ終盤では現ラインナップの家族の他にパット・トーピーの妻カレンと息子パトリックもステージに登場し、ビリー・シーンのスピーチにより日本のファンに感謝の言葉が伝えられた。

## 人物・エピソードなど
- 実の父親は警察官[3]、母親Janiceは秘書をしていた。
- 実の両親からは姉（Barbara）とパットが生まれ、母親の再婚後、父親の違う妹2人（MonicaとAnne）が生まれた。
- 小学生の時の得意科目は図工と算数。
- 好きな食べ物はアイスクリーム、ハンバーガー、ステーキなど。また、スターバックスがお気に入りでLAの自宅近くの店へよく通っていたらしい。日本食では餃子やトンカツ、抹茶などがお気に入りとのこと。
- Never Give Up（決してあきらめるな）という名言をMr. Bigデビュー時から残し続けている。
- 90年代の頃は身長179cm、体重は74.8kgほどあったが、身長は高齢になるにつれて小さくなって行った。また、体重は病状の酷いときには59kgまで落ちたこともあるが、その後回復してふっくらした。靴のサイズは28〜28.5cm、血液型はO+型。
- 高校では建築学を履修して最優秀の成績を取っていた[17]。
- 1977年8月16日にBEというバンドでサンディエゴで演奏した際、隣の会場に忍び込みクイーンのサウンドチェックを観ている。他にEL&Pやキッスのサウンドチェックにも忍び込んでいる。
- 犬好きである。1988年にロバート・プラントのオーディションに参加する際には当時一人暮らしだったにもかかわらず犬を飼っており、代わりに世話をしてくれる人を探してるうちにオーディションへ行くのが1日遅くなってしまったというエピソードを持つ。また、パットが亡くなるまで住んでいたロサンゼルス・スタジオシティーの自宅でも2匹の犬(ジャックとココ)を飼っており、現在はパットの家族が世話をしている。
- プライベートではメガネをかけていたが、2000年代に入るとだんだんその姿を見ることがなくなってきた。
- 生まれ年を1959年（なぜか『BURRN!』だけでは1962年）と偽っていた。2014年9月に南米で開催されたドラムワークショップにおいて「僕は今50歳なんだけど〜」と、うっかり実年齢を言ってしまい焦ったことがある。この頃あたりから1953年生まれ説が噂になって来た。
- 毎年命日にはパットとゆかりのあるミュージシャンからの追悼コメントが寄せられており、2022年はビリー・シーンがロサンゼルスのパットの自宅近くにあるレストランで撮影したツーショットとともに「パットが恋しい。まだ現実だとは思えない」とコメントしている。

## 使用機材
- 1985年頃からのエンドーサーであるTAMAのドラムキットとハードウェア、ジルジャンのシンバル、REMOのドラムヘッド、プロマークのスティック、LP社のパーカッションを使用。
- Mr. Big初期はダブル・ベース・ドラムの大型のドラムキットを使用していたが、1993年よりシングルベースドラムのキットになり、その後ワンバス、ワンタム、ツーフロアのキットに落ち着いている。
- また、同じくMr. Big初期ではタム/フロアタムが10、13、15、16という個性的な並びになっていた（一般的には12、13、16、18など）。これは、12インチよりも高い音を求めて10インチをチョイスしたことと、18インチだとPAシステムを通すと音が低くなり過ぎるという理由からである[18]。
- 一時期バスドラムのフロントヘッドに2つの穴を開けていたり[18]、リモートハットやラック、エアーライドシステムを使っていたこともあったが、しばらくして使われなくなくなった。
- アコースティックのライブの時はラックタムのない2点キット+シンバル1枚という極シンプルなセッティングになることもある（1996年1月22日神戸チキンジョージのライブ(THE VAULT収録)などでこのセッティングでの演奏を聴くことができる）。
- ドラムスツールが低いセッティングとなっているのは、14歳で最初に買ったドラムキットにドラムスツールが含まれていなかったのでキッチン・チェアを持ってきてそれに座ったからである[19]（ただし、Mr. Big再結成後から徐々に高くなっている）。
- アコースティックドラムばかりを使う印象が強いが、80年代にシモンズを使っていたことがある。また、Mr. BigのHey ManツアーではLPのトリガーパッドを導入していた。

### チューニング
- タムタムとフロアタムは打面をボトムに較べて気持ち高くしている。
- スネアドラムは上下とも強めに張っており、特に打面は音に膨らみがなくなるギリギリまで強く張っている。
- バスドラムは逆にフープがヘッドをキチッと抑えられるギリギリまで緩くしている。
- ミュートはほとんどしておらず、時期によってはバスドラムでさえしないこともあった。
- 求めているドラムサウンドは「できる限り色々な音色、倍音、タッチが聞こえるようにオープンなサウンドを心がけている」とのこと。

### 1989 (tour)
6.5インチのブラスのスネアドラムは、1988年にロバート・プラントのツアーに参加した時に手に入れたもので、TAMAのシェルにラディックのインペリアル・ラグを装着したもの。この頃から10、13、15、16がパットのタムのサイズの基本形となる。
- TAMA　10" Tom Tom、13" Tom Tom、15" Floor Tom、16" Floor Tom、24" Bass Drum、24" Bass Drum
- Snare Drum　14"x6.5" Brass
- Zildjian Cymbals　16" A Rock Crash、14" New Beat Hi-Hat、17" Rock Crash、22" Z Light Power Ride 、18" A Rock Crash、13" K X-Hi-Hat、19" K China Boy Brilliant

### 1993 (tour)
このツアーよりダブルベースドラムからシングルベースドラム（+ダブルペダル）へ移行する。ただし、フロアタムが1つ増え、2タム・3フロアのキットとなる。なお、翌年あたりから10インチのタムが外され、ワンタムになっている。
- TAMA Artstar II　10"x10" Tom Tom、13"x12" Tom Tom、14"x14" Floor Tom、15"x15" Floor Tom、16"x16" Floor Tom、26"x16" Bass Drum
- Snare Drum　14"x6.5" Brass (BR426)
- Head : Remo　Clear Ambassador (TT & FT top/bottom)、Clear Ambassador (BD top)、Coated Emperor (SD top)
- Zildjian Cymbals　19" Crash、14" Hi-Hat、12" Splash、18" Crash、22" Ride、19" Crash、12" Splash、14" Hi-Hat、19" China

### 1995 (recording"HEY MAN")
1995年真夏にスタートした4thアルバムのレコーディングは約7週間かけて行われた。パットはTAMAのアートスターII（ブルーのキット）を使用。材質はメイプルらしい。バスドラムはほとんどの曲で24インチを使い、大きくて広がりのあるサウンドを狙い一部で26インチも使用した。スネアドラムは6.5インチと5インチのブラス。シンバルは14"ニュービートハイハットを2個、16"、17"、18"、19"のクラッシュの4種類を2個1組で持っており、曲によって1種類選択して叩いたとのこと。
「The Chain」ではラックタムの代わりにボンゴをセット。ボンゴはオーバーダブされておらずドラムキット全体と同時にスティックで演奏されている。
- TAMA Artstar II　13" Tom Tom、15" Floor Tom、16" Floor Tom、24" Bass Drum、26" Bass Drum
- Snare Drum　14"x6.5" Brass、14"x5" Brass
- Head : Remo　Coated Ambassador (TT & FT top)、Coated Emperor (SD top)
- Zildjian Cymbals　14" A New Beat Hi-Hats、16" Crash、17" Crash、18" Crash、19" Crash、22" A Ping Ride Brilliant、19" K China Boy Brilliant

### 1996 (tour)
メイプル・シェルのアートスター・カスタムを使用。このシリーズはダイキャスト・フープが標準だが、「自分が選んだサイズだと機能的にベターな気がするし、自分の好みの音が出る」という理由でレギュラー・フープに変更している。ただし、スネアドラムは上下ともダイキャスト・フープを使用しているa。
- TAMA Artstar Custom (Color:Violet Shade)　13"x9" Tom Tom (AMT13R)、14"x14" Floor Tom (AMF14R)、15"x15" Floor Tom (AMF15R)、16"x16" Floor Tom (AMF16R)、24"x16" Bass Drum (AMB24X)
- Snare Drum　14"x5.5" Stainless Steel (PS455) W/Air Ride Mounting System
- Iron Cobra Power Glide Twin Pedal (HP90TW)
- Short Stance Throne (HT85S)
- Zildjian Cymbals　16" Crash Brilliant、14" New Beat Hi-Hat、12" Splash、17" Crash Brilliant、22" A Ping Ride、18" Crash Brilliant、12" Splash、13" Hi-Hat (Top:K, Bottom:Z Custom)、19" K China Boy
- LP Spike Electronic Trigger Pad

### 1996 (video"BIG DRUMS")
- TAMA Artstar Custom (Color:Violet Shade)　12"x8" Tom Tom、14"x15" Floor Tom、15"x15" Floor Tom、22"x16" Bass Drum
- Snare Drum　14"x5.5" Stainless Steel (PS455) W/Air Ride Mounting System
- Head : Remo　Coated Ambassador (TT & FT top)　Ebony Ambassador (TT , FT & BD bottom)、Clear Ambassador (BD top)、CS Coated (SD top)、Snare-Side Ambassador (SD bottom)
- Iron Cobra Power Glide Twin Pedal (HP90TW)
- Zildjian Cymbals　16" A Thin Crash Brilliant、14" A Quick Beat Hi-Hats、17" A Medium Crash Brilliant、22" A Ping Ride Brilliant、16" A Crash Ride Brilliant、18" K China Boy Brilliant
- LP Cowbell

### 1999 (recording"GET OVER IT")
- TAMA Artstar II (Color:Violet Shade)　13" Tom Tom、15" Floor Tom、16" Floor Tom、24" Bass Drum
- Snare Drum　14"x5" Brass
- Head : Remo　Clear Ambassador (TT & FT top)、Coated Ambassador (SD top)
- Zildjian Cymbals　14" A New Beat Hi-Hats、16" Crash、17" Crash、18" Crash、22" A Ping Ride

etc.

### 2002 (Japan tour)
- TAMA Artstar Custom (Color:Piano Black)　13"x9" Tom Tom (AMT13R)、15"x14" Floor Tom (AMF15R)、16"x16" Floor Tom (AMF16R)、22"x16" Bass Drum (AMB22X)
- Iron Cobra Power Glide Twin Pedal (HP900TW)
- Iron Cobra Lever Glide Hi-Hat Stand (HH905)
- 1st Chair Wide Rider Cloth Top Drum Throne (HT510C)

### 2003 (clinic)
- TAMA Artstar Custom (Color:Violet Shade)　13"x10" Tom Tom (ABMT13A)、15"x14" Floor Tom (ABMF15R)、16"x16" Floor Tom (ABMF16R)、22"x16" Bass Drum (ABMB22)
- Snare Drum　14"x5.5" Brass (SAS455PT) Clinic Anniversary
- Head : Remo Clear Ambassador (top) / EVANS G1 (bottom)
- Iron Cobra Power Glide Twin Pedal (HP90PTW)
- IRON Cobra HH-Stand (HH805)
- 1st Chair Drum Throne (HT730)
- Zildjian Cymbals　16" Crash、14" Hi-Hat、17" Crash、22" Ride、18" Crash、13" Hi-Hat、18" China
- LP Cowbell

### 2007 (clinic)
- TAMA Starclassic Performer B/B (Color:Cobalt Blast Glitter )　13"x10" Tom Tom、14"x14" Floor Tom、16"x16" Floor Tom、22"x16" Bass Drum
- Zildjian Cymbals
- LP Cowbell

### 2009 (Japan tour)
- TAMA Starclassic Performer B/B (Color:Antique White Sparkle)　13"x9" Tom Tom、16"x16" Floor Tom (PLF16D)、18"x16" Floor Tom (PLF18D)、22"x18" Bass Drum (PLB22EM)
- Snare Drum 14"x6.5" Pat Torpey Signature Snare Drum (SAS1465PT)
- Head : Remo　Clear Ambassador (TT & FT top/bottom)
- Iron Cobra Twin Power Glide (HP900PTW)
- Iron Cobra Lever Glide Hi-Hat Stand (HH905)
- 1st Chair Drum Throne (HT730)
- Zildjian Cymbals　16" A Medium Crash、14" A New Beat Hi-Hat、12" Splash、18" A Medium Crash、22" A Ping Ride、18" A Medium Crash、13" A New Beat Hi-Hat、19" K China

### 2011 (Japan tour)
- TAMA Starclassic Performer B/B (Color:Antique White Sparkle)　13"x9" Tom Tom、16"x16" Floor Tom (PLF16D)、18"x16" Floor Tom (PLF18D)、22"x18" Bass Drum (PLB22EM)
- Snare Drum 14"x6" Starphonic (PBR146)

### 2014 (Japan tour)
- TAMA Silverstar Cocktail-JAM
- Zildjian Cymbals

## パット・トーピー・モデル
- パット・トーピー・モデルの楽器については、スティック3種類・スネアドラム2種類が発売されていたが、現在は全て廃盤になっている。

### パット・トーピー・オリジナルモデル・スティック TXR2BW
- メーカー : PROMARK
- 材質 : USAヒッコリー
- サイズ : 16mm x 406mm
- 定価 : 1,300円

### パット・トーピー・クリニック・アニバーサリー・スネアドラム SAS455PT
- メーカー : TAMA
- シェル : ブラス 1.5mm、14"×5.5"
- フープ : ダイキャスト 10テンション
- ストレイナー : アップライトスイッチ
- スナッピー : ベルブラス
- ヘッド : REMO コーテッド アンバサダー
- 台数限定生産 100台
- シェル内面にシリアルナンバーとパットトーピー直筆サイン入りステッカー貼付
- 定価 : 42,000円
- 2003年10月発売

### パット・トーピー・シグネーチャー・スネアドラム SAS1465PT
- メーカー : TAMA
- シェル : クロームブラス 1.5mm 14"x6.5"
- フープ : ダイキャスト 10テンション
- ストレイナー : MUS80A/MUS80B
- スナッピー : MS42R14S (42本線)
- ヘッド : REMO コーテッド アンバサダー
- 台数限定生産 100台
- 直筆サイン入り内面シール
- ソフトケース(SNB35)付属
- 定価 : 48,300円
- 2009年5月26日発売

## 作品

### ソロアルバム
- Odd Man Out (1998年)
- Y2K (1999年)
- Odd Man Out (2016年) - 1998年発表のソロアルバムにボーナストラックを追加して再発。
- Y2K (2016年) - 1999年発表のソロアルバムにボーナストラックを追加して再発。
- Odd Man Out+Y2K+DVD Deluxe Edition (2CD+DVD) (2016年) - 90年代に発表したソロアルバム2枚にボーナストラックを追加。更に「ライフ・ストーリー」と題したロング・インタビューをDVDに収録。この映像はロサンゼルスにあるパットの自宅で撮影されており、2匹飼っている犬のうちの1匹が出演し、息子のパトリックの顔が初公開された。プールのある庭、離れの2階にあるドラム部屋、リビングなどでパット（とMr. Big）の貴重な話を聞くことができる。(2015.11.8(日) 収録)

### インストラクションビデオ
- Hot Drummer Video Magazine vol.1 (VHS) (1993年)
- Big Drums (VHS、DVD) (1996年)
- Rock Groove Drumming (DVD) (2002年)
- Out of the Box and onto the Stage II (DVD)

### その他参加作品
- Jeff Paris - Race to Paradise (1986年)
- Mark Van Holmes - Feels Like Yesterday (LP) (1986年)
- Stan Bush & Barrage - Stan Bush & Barrage (1987年)
- Mötley Crüe - Girls, Girls, Girls (1987年) - Wild Side及びGirls, Girls, Girlsでコーラスにて参加。
- インペリテリ - Stand In Line (1988年)
- テッド・ニュージェント - If You Can't Lick 'Em...Lick 'Em (1988年)
- Razor Baby - Too Hot to Handle (1988年)
- Michael Thompson Band - How Long (1989年)
- Andrew Ridgeley - Son Of Albert (1990年)
- Frederiksen/Phillips - Frederiksen/Phillips (1995年)
- 高崎晃 - Wa (1996年)
- Teddy Andreas - Innocent Loser (1996年)
- ポール・ギルバート - King Of Clubs (1997年)
- Stream
  - Stream (1997年)
  - Nothing Is Sacred (1998年)
- ナイアシン - High Bias (1998年)
- Velocity - Impact (1998年)
- B'z - Brotherhood (1999年)
- リッチー・コッツェン
  - What Is... (1998年)
  - Change (2003年)
- ザ・ナック
  - Normal as The Next Guy (2001年)
  - On Stage at World Cafe Live (DVD) (2007年)
- Hideki (栄喜) - Punk Drunker (2002年)
- Freddy Cannon - Have A Boom Boom Christmas (2002年)
- Johnny Hiland - Johnny Hiland (2004年)
- Outland - Long Way Home (2004年)
- Justin Derrico - Boldly Going Nowhere (2010年)
- Belinda Carlisle - Belinda - Delux Edition (CD+DVD) (2014年) - DVDにパットが全面参加した1986年のライヴ映像を収録。
- Eric Martin - Over Japan (DVD+2CD、7DVD＋2CD ほか) (2016年)
- Chuck Wright - Chuck Wright’s Sheltering Sky (2022年)
- Edward Van Halen, Steve Lukather, Billy Sheehan, Pat Torpey - Jason Becker Tribute Chicago Super Sessions 1996 (2023年)
- V.A.
  - Thunderbolt - A Tribute To AC/DC (1996年)
  - Humanary Stew - A Tribute To ALice Cooper (1999年)
  - Tribute To Aerosmith - Not The Same Old Song And Dance (1999年)
  - Tribute To Ozzy - Bat Head Soup (2000年)
  - Stone Cold Queen - A Tribute (2001年)
  - Tribute To Aerosmith - Let The Tribute Do The Talkin' (2001年)
  - Bruce Springsteen Tribute : Made In The U.S.A. (2001年)
  - An All Star Lineup Performing The Songs Of Pink Floyd (2002年)

## 関連書籍

### コラム「TO BE BIGGER!!」
リットーミュージックの月刊リズム&ドラムマガジンに2003年5月号から2006年3月号まで35回に渡り「TO BE BIGGER!!」と題したコラムが連載された。
- Vol.1 "DRAGON"をブッ潰せ!
- Vol.2 "zone"を探せ！
- Vol.3 Straightに座ろう！
- Vol.4 シングル？　ダブル？
- Vol.5 Influences & Connections
- Vol.6 Wake Up!
- Vol.7 魚をチューニング!?
- Vol.8 Pat's Answer in his Drumming Clinic
- Vol.9 クリニック・マニア
- Vol.10 ネヴァー・キヴ・アップ
- Vol.11 3 Big Albums
- Vol.12 称えられることのないヒーロー達
- Vol.13 自分自身をプッシュしよう!
- Vol.14 キミの靴は壊れてないかい?
- Vol.15 アイデンティティとケーキ作り
- Vol.16 帽子(ハット)を忘れるな!
- Vol.17 Take My Breath Away
- Vol.18 ドラムとベース (Just the Two of Us)
- Vol.19 ドラマーの耳
- Vol.20 Brain & Body
- Vol.21 フット・ワーク
- Vol.22 パット名言集
- Vol.23 Shoulder Killer Lick
- Vol.24 groove with the ghost
- Vol.25 Chopping Wood
- Vol.26 push me, pull you
- Vol.27 A Listen is Worth a Thousand Words
- Vol.28 Mystery of the Moeller
- Vol.29 Little Mistake, Big Mistake
- Vol.30 Get The Knack
- Vol.31
- Vol.32 The British are Coming
- Vol.33 Drumming Up a Song
- Vol.34 Are You a Pro?
- Vol.35 Thanks

### METALLION vol.63
パット・トーピーの人生を祝福する追悼特集号。(2018年4月19日発行)
- In Memory Of PATRICK ALLAN TORPEY
- ＜FAREWELL POEM＞ 『AFTERGLOW』
- ＜PAT TORPEY MEMORIAL INTERVIEWS:追悼インタビュー＞

　BILLY SHEEHAN、PAUL GILBERT、ERIC MARTIN、MATT STARR、RICHIE KOTZEN、CHUCK WRIGHT、PAT REGAN
- ＜PAT TORPEY MEMORIAL COLUMN:追悼コラム＞

　『SUPERHERO IN DISGUISE』
- ＜SPECIAL INTERVIEW:最後の単独ロング・インタビュー完全復刻＞

　PAT TORPEY
- ＜INTERVIEW ARCHIVES:過去のインタビューで辿る音楽人生＞
- DISCOGRAPHY:ディスコグラフィ

### Mr. Big
- MR. BIG
- ビリー・シーン
- エリック・マーティン
- ポール・ギルバート
- リッチー・コッツェン

### セッション・サポート関連
- インペリテリ
- ジェフ・パリス
- スタン・ブッシュ
- 高崎晃
- 栄喜
- B'z
- ベリンダ・カーライル
- ロバート・プラント